# Север Равенски
Свети Север Равенски (умро 389) је хришћански светитељ, епископ града Равене. 
Православна црква помиње светог Севера 1. фебруара.
Према предању, непосредно пре празника Педесетнице 342. године требало је да буде изабран нови епископ у Равени. Када је Север, познат по својој чистоти и вредноћи, дошао на место избора, изнад њега се појавио голуб и три пута му сео на раме. Црквени народ је то видео као божанску заповест и изабрао је светог Севера за епископа.
Свети Север је био познат по својој борби против аријанства. Био је у пратњи папског легата на црквени сабор у Сардици 344. године.
Умро је 1. фебруара 389. године.
Свети Север је сахрањен у Класеу, касније угашеној луци Равене. Његове мошти је 836. године пренете су најпре у Мајнц, а затим у Ерфурт од стране архиепископа Мајнца Отгара. Његов саркофаг, где са њим почивају његова супруга Винсентиа (Винцентиа) и његова ћерка Иноснтиа (Инноцентиа), налази се у катедрали посвећеној њему.